# Lophosia erythropa
Lophosia erythropa är en tvåvingeart som först beskrevs av Mario Bezzi 1925.  Lophosia erythropa ingår i släktet Lophosia och familjen parasitflugor. Inga underarter finns listade i Catalogue of Life.